# 花のお江戸の無責任
『花のお江戸の無責任』（はなのおえどのむせきにん）は、1964年12月20日に東宝系で公開された日本映画。カラー。東宝スコープ。

## 概要
同年10月公開の『ホラ吹き太閤記』に続く時代劇シリーズの第2作。「船徳」「湯屋番」などといった落語や、「鈴ヶ森」「助六」などといった歌舞伎のエピソードを散りばめた時代劇。
監督を務めたのは山本嘉次郎。原案は、当時東宝映画のブレーンも務めていた劇作家・戸板康二が担当した。

## スタッフ
以下のスタッフ名は特に記載のない限り東宝に従った。
- 製作：藤本真澄、渡辺晋
- 原案：戸板康二
- 脚本：山本嘉次郎、田波靖男
- 監督：山本嘉次郎
- 撮影：遠藤精一
- 美術：植田寛
- 録音：斎藤昭
- 照明：平野清久
- 音楽：萩原哲晶、宮川泰
- 整音：下永尚
- 監督助手：児玉進
- 編集：大井英史
- 殺陣：久世竜[2]
- 考証指導：二代目中村芝鶴
- 製作担当者：江口英彦
- 現像：東洋現像所

## 出演者
以下の役名と出演者名は特に記載のない限り東宝に従った。
- 古屋助六：植木等
- 白井村の権八：谷啓
- 播随院長兵衛：ハナ肇
- 女房おぎん：草笛光子
- 揚巻：団令子
- 小紫：池内淳子
- お菊：藤山陽子
- 髭の意休：進藤英太郎
- 水野十郎左衛門：田崎潤
- 加賀爪四郎：藤木悠
- 青山播磨：有島一郎
- 「三浦屋」の女将：北川町子[2]
- てる：高橋紀子
- リキ：若水ヤエ子[2]
- 伯父A：田島義文
- 放駒四郎五郎：安田伸
- 出ッ尻清兵衛：桜井センリ
- 通人・池野かえる：石橋エータロー
- 唐犬の権兵衛：犬塚弘
- 伯父B：小杉義男
- 幇間：大泉滉
- 宿屋の湯番：平凡太郎[2]
- あたりや：宮田羊容
- 「三浦屋」の番頭：石田茂樹[2]
- 灸の坊主：五代目春風亭柳朝[2]
- 道具屋（お菊の父親）：佐田豊
- 白柄屋：山本廉、草川直也、桐野洋雄、二瓶正也
- かごや：大村千吉[2]
- 伯父D：土屋詩朗
- 伝令の若侍：井上紀明[2]
- 「三浦屋」の仲居：三田照子
- かごや：中山豊[2]

## 挿入歌
- 無責任数え唄[1]（作詞：塚田茂 / 作曲：萩原哲晶）
- 馬鹿は死んでも直らない[1]（作詞：塚田茂 / 作曲：萩原哲晶）
- ジャンケン節[1]（作詞：塚田茂 / 作曲：宮川泰）
- 生きていけないオレ[1]（作詞：塚田茂 / 作曲：宮川泰）

## 同時上映
- 三大怪獣 地球最大の決戦